# Valle del Savio
La valle del Savio è la valle formata dal fiume omonimo, che scorre interamente in Romagna.

## Geografia
La valle si estende per oltre 120 km, quasi interamente in provincia di Forlì-Cesena, eccetto un brevissimo tratto in Provincia di Rimini nel comune di Sant'Agata Feltria e gli ultimi 15 km circa che si trovano in provincia di Ravenna, nella parte estrema sudorientale del delta del Po.
A monte, la valle comincia alle pendici del Monte Fumaiolo (1407 m) nell'Appennino tosco-romagnolo, dove si trova, da un lato, le sorgenti del Savio e dall'altro quelle del Tevere. 

## Geologia
A monte, da un lato, la catena montuosa che separa la valle del Savio dalla valle del Marecchia presenta lo stesso tipo argilla scagliosa di colore grigio latteo, mentre la catena che la separa della valle del Bidente è un terreno marnoso di colore marrone chiaro.

## Principali località
Verghereto, Bagno di Romagna, San Piero in Bagno, Quarto, Sarsina, Mercato Saraceno, Borello, Cesena, Castiglione di Cervia, Castiglione di Ravenna, Savio, Lido di Classe e Lido di Savio.

## Rete stradale
- La SS71 ("Umbro-Casentinese-Romagnola") che conduce da Ravenna a Bagno di Romagna, curva a lato di collina lungo il fiume[non chiaro]. Quindi, la SS3 bis ("Tiberina") che continua in direzione di Perugia. Queste due antiche strade attraversano tutte le località: il tracciato è molto sinuoso e sono usate prevalentemente dal traffico locale.
- La E45 ("Ravenna-Orte") permette di percorrere la valle molto più rapidamente grazie ai numerosi viadotti, molti dei quali realizzati al centro della valle, praticamente sopra il fiume. Le distanze dall'uscita "Cesena-nord" dell'autostrada A14 sono le seguenti: Mercato Saraceno (25 km), Sarsina (33 km), Bagno di Romagna (52 km) e Verghereto (60 km o 82 km per la strada normale). Il primo lotto della superstrada, in questo territorio, fu costruito nel 1963 e collegava Cesena e Borello.

## Elementi naturali
- Monte Fumaiolo con la sorgente del Savio, che nasce dalle pendici di Monte Castelvecchio, a pochi km da Balze di Verghereto.
- Parco nazionale delle Foreste Casentinesi, Monte Falterona e Campigna.
- Marmitte dei giganti, depressioni nella roccia a forma di pozzo ellittico, dovute all'erosione fluviale, presso Sarsina.

## I centri della valle
- Verghereto: (812 m), origini medioevali.
- Bagno di Romagna :(491 m), città di cure termali.
- San Piero in Bagno: (465 m) a 3 km di Bagno di Romagna, luogo di villeggiatura.
- Sarsina:(243 m) a 22 km da Bagno di Romagna, ricca di storia.
- Mercato Saraceno: (150 m) paese medievale.
- Cesena: con la Rocca, il centro storico e la Biblioteca Malatestiana;
- Le saline di Cervia;
- Le stazioni balneari del comune di Cervia.

## I laghi

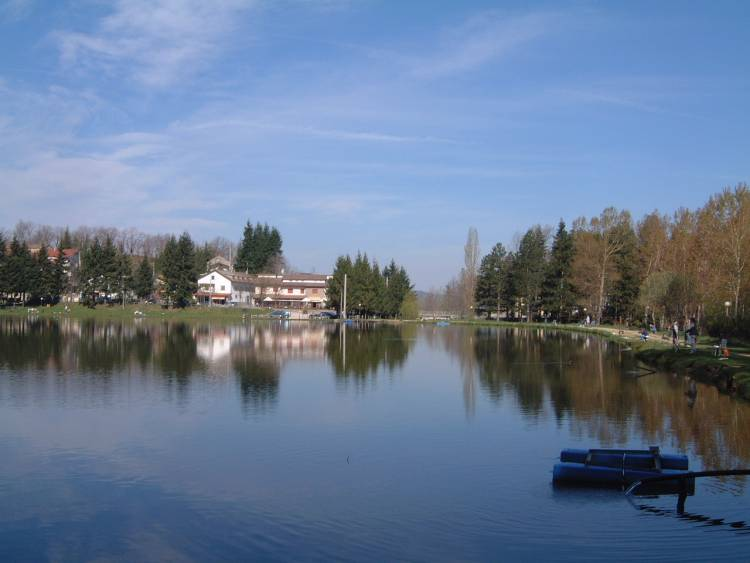
Lago di Acquapartita

- Lago di Quarto, formato sul corso del Savio a 5 km di Sarsina, il lago si divide in tre rami, alimentato da diversi torrenti, fra cui il principale è il Para.
- Lago di Acquapartita, (760 m), a 8 km di Bagno di Romagna, luogo di riposo e di pesca sportiva.

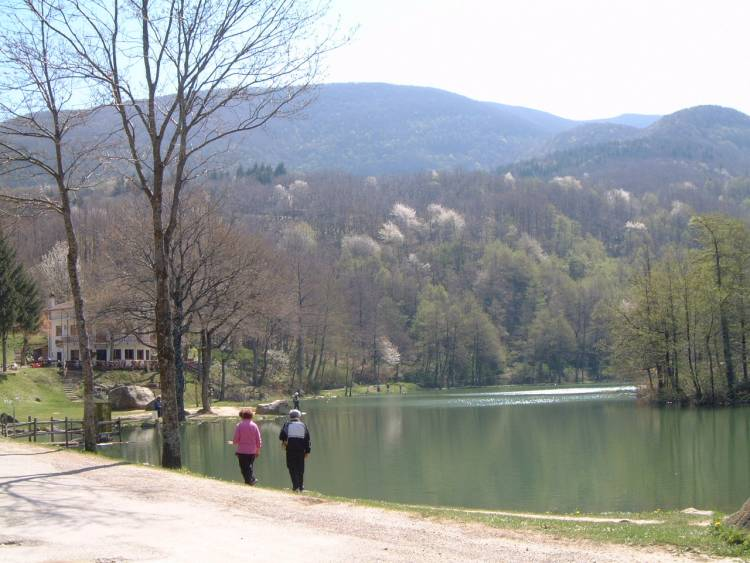
Lago Pontini

- Lago Lungo e lago Pontini. Il 15 febbraio 1855 da San Cataldo, versante nord-ovest del monte Comero, si distaccò un enorme masso roccioso che, franando, distrusse una cinquantina di abitazioni e raggiunse il Savio sbarrandone totalmente il corso. La frana, bloccando alcuni ruscelli, originò il lago dei Pontini e il lago Lungo, che oggi sono specchi d'acqua in cui si pratica la pesca sportiva.

## Attività economiche
- Turismo, da quello di montagna a quello balneare.
- Rilevanti imprese nel settore della meccanica e dell'alimentazione.
- Allevamenti di pollame e suini nell'alta valle.
- Frutticolture nella valle bassa (a partire da Borello).
- Artigianato e centri commerciali attorno a Cesena, e tra la via Emilia, l'E45 e l'autostrada A14.